# Птахмос III
Птахмос III (*XIV ст. до н. е.) — давньоєгипетський державний діяч XVIII династія, верховний жрець Птаха у Мемфісі за володарювання фараонів Тутмоса IV та Аменхотепа III.

## Життєпис
Походив з родини жерців Мемфісу. Син Мехепера, Першого пророка Птаха в Мемфісі. Замолоду розпочав кар'єру в серед майстрів-ремісників, тобто був жерцем-архітектором. В подальшому створив стелу зі написом про себе. Доволі швидко досяг аристократичного титулу хаті-а (на кшталт місцевого князя). Був начальником (губернатором або префектом) Мемфісу.
Тутмос IV призначив Птахмоса своїм скарбником. Його вплив серед сановників значно підвищився. Слідом за цим стає «Особливим супутником» фараона. Також обіймав посаду Найбільшого начальника секретів небес і землі (цивільно-жрецька посада), а потім чаті Єгипту.
В подальшому обіймав релігійні посади «Той, хто годує великих богів» та «Людина з великими кроками». Нарпикінці панування Тутмоса IV стає верховним жерцем Птаха. Разом з цим стає найбільшим начальником над ремісниками.
Помер в першій половині правління фараона Аменхотепа III. Поховано у гробниці в некрополі Саккара.
Сидяча статуя Птахмоса III зберігається в Національного археологічному музеї Флоренції (Італія).